# Polycesta flavomaculata
Polycesta flavomaculata är en skalbaggsart som beskrevs av Nelson 1960. Polycesta flavomaculata ingår i släktet Polycesta och familjen praktbaggar. Inga underarter finns listade i Catalogue of Life.